# Клинтон (Луизијана)
Клинтон (енгл. Clinton) град је у америчкој савезној држави Луизијана.

## Демографија
По попису из 2010. године број становника је 1.653, што је 345 (-17,3%) становника мање него 2000. године.
| Група             | 2000.         | 2010.       |
| Белци             | 797 (39,9%)   | 621 (37,6%) |
| Афроамериканци    | 1.164 (58,3%) | 982 (59,4%) |
| Азијати           | 3 (0,2%)      | 10 (0,6%)   |
| Хиспаноамериканци | 35 (1,8%)     | 20 (1,2%)   |
| Укупно            | 1.998         | 1.653       |